# Buena Ventura (Piura)
Buena Ventura es un caserío peruano ubicado en el distrito de La Huaca, perteneciente a la provincia de Paita del departamento de Piura, al norte del Perú. 

## Ubicación
Buena Ventura se ubica al norte de la provincia de Paita, en el distrito de La Huaca, en el departamento de Piura. 

## Demografía
En 2017 Buena Ventura tenía una población de 187 habitantes.
| Gráfica de evolución demográfica de Buena Ventura entre 1993 y 2017 |
|                                                                     |
| Fuentes: Población 1993 y 2017                                      |